# Орлова, Татьяна Дмитриевна
Орло́ва, Татья́на Дми́триевна (родилась в Москве 28 июля 1935 г.). Доктор филологических наук, профессор, профессор, белорусский театральный критик.

## Биография
Родилась в семье народного артиста БССР, режиссёра и театрального педагога Дмитрия Алексеевича Орлова. С 1954 по 1959 студентка Белорусского государственного университета им. В. И. Ленина, отделение журналистики филологического факультета.
Работала в главной редакции БелСЭ и в газете «Знамя юности». С 1965 по 1967 аспирант АН БССР. В 1972 год — 2018 годах работала в БГУ, профессор кафедры литературно-художественной критики Института журналистики БГУ, читала курсы «Культурология», «История искусств», с/к «Культура и бизнес», с/с «Искусство в контексте журналистики» и д.р.
В 1969 защитила кандидатскую диссертацию на тему: «Современник на сцене белорусских театров».
В 2003 году защитила докторскую диссертацию по теме: «Театральная журналистика. Возникновение, становление, функционирование в СМИ».

## Признание
- Член Союза театральных деятелей,
- член Союза журналистов Республики Беларусь,
- член Президиума Союза театральных деятелей,
- член Международного объединения кинематографистов славянских и православных народов,
- член международной ассоциации театральных критиков ЮНЕСКО,
- член Международной ассоциации моноспектаклей при ЮНЕСКО.
- «Отличник печати Беларуси»(2002, 2010)
- отличник образования,
- заслуженный журналист Республики Беларусь (2000).
- Лауреат премии им. Кандрата Крапивы (2007)
- лауреат премии им. Пичеты (2012)

## Научная деятельность
В своей научной деятельности обращает большое внимание на тенденции развития и функционирование журналистики, литературно-художественной критики, театральное искусство и его отображение в СМИ и белорусской культуры в целом.
Татьяна Дмитриевна ведущий театральный критик и одна из основательниц белорусской школы театральной журналистики, выпускники которой активно публикуются и работают практически по всех СМИ страны и ближнего зарубежья. Является автором более 150 научных публикаций в республиканских изданиях, журналах и д.р, имеет множества работ по театральному искусству, рецензий, творческих портретов, автор учебных пособий по теории журналистики, имеет более 1000 теоретических и аналитических публикаций в различных белорусских и зарубежных СМИ, в том числе и на темы по проблемам белорусской культуры.

## Основные научные работы
1. Ты и я. — Мн.: Беларусь, 1969. — 240 с.
2. Купалаўцы: Эцюды пра акцёраў. — Мн.: Маст. літ., 1985. — 127 с.
3. Введение в журналистику. Организация работы редакции газеты: Учеб. пособие. — Мн.: Университетское, 1989. — 255 с.
4. Сотрудничество редакции с аудиторией // Основы творческой деятельности журналиста / под ред. проф. Корконосенко. — СПб.: Знание, СПбИВЭСЭП, 2000. — 272 с.- С. 244—265
5. Театральная журналистика. Теория и практика: В 2 ч. / БГУ. — Мн., 2001—2002. — Ч. 1. — 146 с.; Ч. 2. — 139 с.
6. Современная белорусская театральная культура: учеб.- метод. пособие. — Мн.: БГУ, 2001. — 35 с.
7. Учитель. Книга о Дмитрие Алексеевиче Орлове: Избранные статьи, воспоминания, документы. — Минск: Технопринт, 2004. — 240 с.
8. Теория и методика журналистского творчества: учебное пособие. — Мн.: ЗАО «Современные знания», 2005. — 120 с.
9. Культура и бизнес (в публикациях отечественной прессы). Курс лекций. — Мн., 2005. — 188 с.
10. Из истории театральной критики // Виды литературно-художественной критики: опыт историко-теоретического обзора: сб. науч. ст. — Мн.: БГУ, 2005.
11. Ростислав Янковский. Актер: театр.-детектив. история / Татьяна Орлова, Андрей Карелин. — Минск: Маст. літ., 2006. — 310 с.
12. Музыкальная журналистика: учеб. пособие. — Минск: «Современные знания», 2007. — 132 с.
13. История искусств: Эпоха первобытності — XVIII век: конспект лекций. — Минск: БГУ, 2009. — 104 с.
14. Театральная критика нового времени. — Минск: Мастацкая літаратура, 2010. — 232 с.
15. История театра в вольном изложении. — Минск: Медисонт, 2010. — 240 с.
16. История театра в вольном изложении. — Минск: Літаратура і Мастацтва, 2010. — 232 с.; Инопланетянка. — Минск: А. Н. Вараксин, 2012. — 108 с.
17. Орлова Т. Д. Инопланетянка. — Минск: А. Н. Вараксин, 2012. — 108 с. — (Серия «Более другое»).
18. Орлова Т. Д. Культура и менеджмент: пособие / Т. Д. Орлова, Е. А. Мальчевская. — Минск: БГУ, 2015. — 170 с.